# Ahomey-Lokpo
Ahomey-Lokpo ist eine Stadt und ein Arrondissement im Departement Atlantique in Benin. Es ist eine Verwaltungseinheit, die der Gerichtsbarkeit der Kommune Sô-Ava untersteht.

## Demografie und Verwaltung
Gemäß der Volkszählung von 2013 hatte das Arrondissement 11.026 Einwohner, davon waren 5487 männlich und 5539 weiblich.
Von den 69 Dörfern und Quartieren der Kommune Sô-Ava entfallen zehn auf das Arrondissement Ahomey-Lokpo:
1. Ahomey-Lokpo Centre
2. Ahomey-Ounmey
3. Assédokpa
4. Bessétonou
5. Hêni
6. Kinto-Agué
7. Kinto-Dokpakpa
8. Kinto-Oudjra
9. Zoungomey
10. Zounkpodé